# Rainer Widmayer
Rainer Widmayer (* 2. April 1967 in Sindelfingen) ist ein ehemaliger deutscher Fußballspieler und heutiger -trainer. Seit 2023 arbeitet er als Koordinator im Nachwuchsleistungszentrum des VfL Wolfsburg.

## Werdegang

### Spielerkarriere in zweiter und dritter Spielklasse
Widmayer begann seine Fußballerkarriere in der Jugend des TSV Eltingen und der SpVgg Renningen. 1986 wechselte der Mittelfeldspieler zum VfB Stuttgart, in dessen Amateurmannschaft er unter Trainer Ralf Rangnick und dessen Nachfolger Walter Güntner in der drittklassigen Oberliga Baden-Württemberg an der Seite von Thomas Epp, Eberhard Trautner, Ralf Allgöwer, Alexander Ogrinc und Axel Jüptner auflief. Nach einer Spielzeit kehrte er zur in der Verbandsliga Württemberg spielenden SpVgg Renningen zurück. Nach zwei Spielzeiten beim Viertligisten wechselte er erneut in die Oberliga, dieses Mal schloss er sich der SpVgg 07 Ludwigsburg an. Unter Trainer Rainer Adrion war er auf Anhieb Stammspieler, in der Spielzeit 1990/91 verpasste er mit der Mannschaft als Vizemeister hinter dem 1. FC Pforzheim die Aufstiegsrunde zur 2. Bundesliga. Damit qualifizierte sie sich jedoch für die Deutsche Amateurmeisterschaft 1991, in der die Gruppenphase nach Duellen mit der SpVgg Unterhaching, Rot-Weiss Frankfurt und Eintracht Trier verlustpunktfrei überstanden wurde und damit das Endspiel gegen die Amateurmannschaft von Werder Bremen erreicht wurde. Mit einer 1:2-Niederlage verpassten die Württemberger den Titelgewinn.
1992 wechselte Widmayer nach einem enttäuschenden achten Tabellenplatz innerhalb der Oberliga zum 1. FC Pforzheim. Von hier aus ging er nach nur einer Spielzeit zum Ligarivalen TSF Ditzingen, den er nach erfolgreicher Qualifikation für die Regionalliga Süd nach nur einer Spielzeit in Richtung Oberligist VfR Pforzheim verließ. 1995 kehrte er zur SpVgg 07 Ludwigsburg zurück. Nach zwei Spielzeiten für den Regionalligisten wechselte er zum Ligarivalen SSV Ulm 1846. Dort stand er bis 1999 unter Vertrag und kam somit nach dem Aufstieg in die Zweite Bundesliga zum Einsatz. Insgesamt bestritt er 19 Zweitligapartien. Am Ende der Saison verkündete er sein Karriereende.

### Tätigkeiten als Trainerassistent in Deutschland und der Schweiz
Ab Juli 2000 war Widmayer als Assistenztrainer beim VfB Stuttgart angestellt und war hauptsächlich für die zweite Mannschaft des Vereins tätig. Im Januar 2006 wechselte er zum Grasshopper Club Zürich, um dort seinem ehemaligen Stuttgarter Kollegen Krassimir Balakow zu assistieren. Bei seiner zweiten Station in der Schweiz war er von Ende Oktober 2007 bis Mai 2008 wieder Balakows Assistent, als dieser zum FC St. Gallen wechselte. Nach dem Abstieg in die Challenge League wurde das Trainerduo jedoch freigestellt.
Nach der Entlassung von Armin Veh wurde Widmayer am 23. November 2008 als Assistent von Teamchef Markus Babbel, der selbst keine Trainerlizenz hatte, neuer Trainer des VfB Stuttgart. Am 6. Mai 2009 unterzeichnete Widmayer einen bis Ende Juni 2011 laufenden Vertrag als Co-Trainer an der Seite von Cheftrainer Babbel, der selbst die Fußballlehrerlizenz erwarb. Am 6. Dezember 2009 wurde er zusammen mit Babbel von seinen Aufgaben beim VfB entbunden.
Am 17. Mai 2010 wurde bekannt, dass er Babbels Co-Trainer bei dessen neuem Verein Hertha BSC wird. Nach dessen Entlassung am 18. Dezember 2011 betreute Widmayer das Team interimsweise bis Jahresende. Bei seinem einzigen Spiel konnte er mit einem 3:1-Sieg über den 1. FC Kaiserslautern die Hertha in das Viertelfinale des DFB-Pokal führen. Nachdem Michael Skibbe als neuer Chef-Trainer verpflichtet worden war, verließ Widmayer auf eigenen Wunsch den Verein. Am 10. Februar 2012 ging Widmayer gemeinsam mit Babbel zur TSG 1899 Hoffenheim. Am 3. Dezember 2012 wurde er ebenso wie der Cheftrainer von seinen Aufgaben in Hoffenheim mit sofortiger Wirkung entbunden.
Anschließend hospitierte Widmayer bei verschiedenen Vereinen, zudem engagierte er sich zeitweise im Training der Jugendmannschaften des TSV Eltingen, in denen seine Söhne spielten. Nach einer längeren Zeit ohne feste Anstellung im Profibereich kehrte er als Co-Trainer von Pál Dárdai am 5. Februar 2015 zu Hertha BSC zurück. Dort erreichte er mit der Mannschaft am Ende der Saison 2016/17 als Tabellensechster den Europapokal, nach zwei Platzierungen im mittleren Tabellenbereich in den folgenden Jahren wurde die Zusammenarbeit zwischen Verein und Trainerteam im Sommer 2019 beendet.
In der Saison 2019/20 stand Widmayer erneut als Co-Trainer beim VfB Stuttgart unter Vertrag, der zwischenzeitlich in die 2. Bundesliga abgestiegen war. Er assistierte dort zunächst Cheftrainer Tim Walter. Nach dessen Entlassung kurz vor Weihnachten 2019 blieb Widmayer Co-Trainer unter dem im Januar neu verpflichteten Cheftrainer Pellegrino Matarazzo. Da die Zusammenarbeit nicht wie vorgestellt funktionierte, wurde er nach Saisonende beurlaubt.
Am 1. Januar 2021 wurde Widmayer bis zum Ende der Saison 2020/21 Co-Trainer von Christian Gross beim abstiegsbedrohten Erstligisten FC Schalke 04. Am 28. Februar 2021 wurden Gross und Widmayer wieder freigestellt, als die Mannschaft nach dem 23. Spieltag mit 9 Punkten auf dem letzten Platz stand und ebenso viele Punkte Rückstand auf den Relegationsplatz hatte.
Zur Saison 2022/23 unterschrieb Rainer Widmayer einen Zweijahresvertrag als Co-Trainer von Marc Schneider beim Bundesligaabsteiger SpVgg Greuther Fürth. Nachdem Schneider Mitte Oktober 2022 nach dem 12. Spieltag auf dem 16. Platz stehend freigestellt worden war, übernahm Widmayer die Mannschaft für einen Spieltag als Interimstrainer. Anschließend wurde er Co-Trainer unter dem neuen Trainer Alexander Zorniger.
Im September 2023 wechselte Widmayer in das Nachwuchsleistungszentrum des VfL Wolfsburg, wo er als Koordinator für die Talentförderung eingestellt wurde. Seit März 2024 ist er zudem Co-Trainer von Ralph Hasenhüttl bei der Bundesligamannschaft des VfL Wolfsburg.